# Around the World (Red Hot Chili Peppers)
"Around the World" is een lied van de Red Hot Chili Peppers. Het werd in september 1999 uitgebracht als tweede single van hun album Californication. Er zijn twee versies van de single, elk met verschillende B-kanten. Op de eerste versie staan Taetro jam, een tot dan toe niet eerder uitgebracht nummer, en een demo van Parallel Universe. Op de andere versie staan twee nummers live gespeeld in Stockholm: Me & My Friends en Yertle Trilogy.

## Het lied
"Around the World" is het openingsnummer van Californication, het achtste studioalbum van de Red Hot Chili Peppers. Het nummer kent verschillende stijlen: in de versen wordt gerapt, maar het refrein is erg melodieus, iets wat voor de Peppers tot dan toe niet veel werd gebruikt.
Ten tijde van het schrijven van het album Californication, had Kiedis zijn nieuwe liefde ontmoet: Yohanna Logan. Hij was zo verliefd op haar dat er in het refrein zelfs (indirect) over trouwen gerapt wordt.
De videoclip werd geregisseerd door de Fransman Stéphane Sednaoui. Sednaoui had eerder ook al videoclips voor Red Hot Chili Peppers geregisseerd, als "Breaking the Girl", "Give It Away" en "Scar Tissue".
Het nummer werd gebruikt in het pretpark Disney California Adventure Park bij de achtbaan California Screamin', als deel van "Year of a Million Dreams". Dit duurde zestien weken, van 3 januari 2007 tot 26 april 2007.

## Tracklists

### Cd-single 1 (1999)
1. "Around the World" – 3:58
2. "Parallel Universe (demo)" – 5:33
3. "Teatro Jam" – 3:06

### Cd-versie 2 (1999)
1. "Around the World" – 3:58
2. "Me & My Friends (live)" – 3:08
3. "Yertle Trilogy (live)" – 7:10

- De live nummers zijn opgenomen in 1999 in Stockholm.